# 置戶町
置戶町（日语：／ Oketo chō */?）位於北海道鄂霍次克綜合振興局中部、北見市的西南部。東部為丘陵地帶，西部為山岳地帶，境內有80%以上的土地被森林覆蓋。常呂川流經町内並往東流至鹿子湖。當地以農業、酪農業和林業為主，主要農作包括甜菜、小麥、馬鈴薯、洋蔥、豆等。置戶町也因種植雪蓮果和利用當地木材製作的木工手工藝品而聞名。
町名源自阿伊努語的「o-ket-un-nay」，晾乾鹿皮的地方。

## 歷史
- 1915年4月1日： 置戶村從野付牛村（現在的北見市）分村獨立設置。[4]
- 1920年6月1日：訓子府村從置戶村分割獨立設置。
- 1949年7月：分割部分區域至留邊蘂町。
- 1950年1月1日：置戶村改制為置戶町。
- 1952年9月：訓子府町的部份區域入置戶町。

## 交通

### 機場
- 女滿別機場（位於大空町）

### 鐵路
- 過去曾經有池北高原鐵道故鄉銀河線通過轄區，但現已停駛。

### 道路
| 一般國道 - 國道242號 主要地方道 - 北海道道50號北見置戶線 - 北海道道88號本別留邊蘂線 | 道道 - 北海道道211號春日置戶線 - 北海道道247號置戶溫根湯線 - 北海道道261號置戶福野北見線 - 北海道道986號置戶訓子府北見線 - 北海道道1001號北光置戶線 - 北海道道1050號常元中里線 |

## 觀光景點
- 勝山溫泉
- 置戶湖
- 鹿之子溫泉
- 手中藝中心 - 森林工藝館

## 教育

### 高等學校
- 道立北海道置戶高等學校 （页面存档备份，存于）

### 中學校
- 置戶町立置戶中學校

### 小學校
| - 置戶町立秋田小學校 - 置戶町立勝山小學校 | - 置戶町立境野小學校 （页面存档备份，存于） - 置戶町立置戶小學校 |

## 本地出身的名人
- 弓場徹：發聲研究家、聲樂家
- 佐佐木梅治：演員、配音員
- 小林七郎：動畫美術監督

## 外部連結
- （日語）置戶町商工會
- （日語）置戶町紅十字醫院
- （日語）森林工藝館
- （日語）高原鐵道故鄉銀河線